# Macrosiphoniella cayratiae
Macrosiphoniella cayratiae är en insektsart. Macrosiphoniella cayratiae ingår i släktet Macrosiphoniella och familjen långrörsbladlöss. Inga underarter finns listade i Catalogue of Life.